# José Nelo
José Nelo Almidiciana, llamado "Morenito de Maracay" (Maracay, 23 de agosto de 1955), es un torero venezolano.

## Carrera
Debutó sin caballos en Venezuela en 1971 y en 1974 hizo su debut en su primer festejo con caballos.
En 1976 se presentó en España como subalterno de Rafael Ponzo, pasando a participar en novilladas en 1977 y 1978, su primera novillada en Las Ventas fue el 16 de abril de 1978, alternando con José Castilla y Pedro Mariscal.
El 24 de septiembre de 1978 tomó la alternativa en Barcelona teniendo como padrino a Dámaso González y testigo José Mari Manzanares. Desde entonces desarrolló una larga carrera en ruedos de España y América.
Realizó la confirmación de la alternativa en Las Ventas el 31 de mayo de 1981 apadrinado por Luis Francisco Esplá y teniendo como testigo al torero francés Nimeño II con el toro Noguero de la ganadería de Félix Cameno. La referida confirmación de alternativa fue transmitida en vivo y directo desde la Plaza de las Ventas hasta Venezuela por el cronista Taurino, Ernesto Martínez Cabrera por Radio Maracay. Fue triunfador de la Feria Internacional de San Sebastián y participó en una célebre tarde de tres indultos con toros de la ganadería Torrestrella de Domeq, alternando con Tomás Campuzano y El Niño de la Capea el 22 de enero de 1982.
Después de Curro Girón ha sido el torero venezolano con más proyección en España, si bien nunca fue muy asiduo a las plazas mexicanas. 
Ha sido vistoso rehiletero, participando en carteles con otros toreros reconocidos por esta especialidad como Nimeño II, Esplá y Victor Mendes. Nelo era conocido como el "Rey del quiebro" por la bravura de la suerte de banderillas al quiebro.
Además de su carrera como torero, Nelo ha desarrollado en paralelo su actividad como ganadero en España.